# انو لیتمان

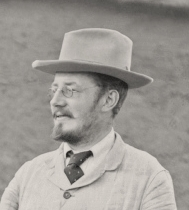
اِنو لیتمان - ۱۹۰۶

اِنو لیتمان (به آلمانی: Enno Littmann) (۱۸۷۵-۱۹۵۸) شرق‌شناس آلمانی بود.
انو لیتمان در اولدِنبورگ متولد شد. تحصیلات خود را در برلن و گرایفسوالد و هاله انجام داد. وی در سن ۲۳ سالگی تز دکترایش را دربارهٔ «فعل در زبان عربی حبشی» نوشت.
مدتی با تئودور نولدکه در استراسبورگ کار کرد. از ۱۹۰۱ تا ۱۹۰۴ در دانشگاه پرینستون به تدریس و پژوهش پرداخت. در ۱۹۰۵ با هیئت اعزامی آلمان به آکسوم در حبشه رفت.
او بیش از ۵۵۰ مقاله و کتاب نوشت.